# Zsófia svéd királyné
Zsófia svéd királyné (szül. Sofia Wilhelmina Mariana Henrietta nassaui hercegnő németül: Sophie Wilhelmine Marianne Henriette) (Biebrich, 1836. július 9. – Stockholm, 1913. december 30.) házassága révén Svédország és Norvégia királynéja

## Élete
Zsófia hercegnő 1836-ban született Vilmos nassaui herceg és második felesége, Paulina nassaui hercegné negyedik és egyben utolsó gyermekeként. Ő volt a herceg legifjabb leánya, Zsófiának összesen 11 idősebb testvére volt, köztük Adolf a független Luxemburg első nagyhercege. Zsófia fiatal éveit a biebrichi (Wiesbaden része) kastélyban töltötte, édesapját 3 éves, édesanyját 20 éves korában vesztette el.
1857. június 6-án Biebrichban feleségül ment Oszkár svéd királyi herceghez a későbbi II. Oszkár svéd királyhoz. Két héttel később érkezett meg új otthonába, Svédországba, ahol a stockholmi Arvfurstens palotában rendezkedtek be. Házasságukból négy fiú született:
- V. Gusztáv (1858–1950), Värmland hercege, apja halála után Svédország királya. Viktória badeni hercegnőt vette feleségül.
- Oszkár (1859–1953), Gotland hercege, orvos és a svéd hadsereg tábornoka. Mivel 1888-ban rangon aluli házasságot kötött Ebba Munk af Fulkilával (1858–1946), elvesztette jogait és címét, és a Bernadotte hercege titulust kapta, mely haláláig szólt. Nagybátyja, I. Adolf luxemburgi nagyherceg 1892-ben a Wisborg grófja címet adományozta neki.
- Károly (1861–1951), Västergötland hercege. 1897-ben Ingeborg dán hercegnőt (1878–1958) vette feleségül.
- Jenő (1865–1947), Närke hercege, festőművész és műgyűjtő. Nem nősült meg.

Zsófiát nyugodt, értelmes és tanult asszonyként írták le, aki köztiszteletben állt és méltóságteljes volt, bár kissé unalmas, de a király család közepe, akihez mindig lehetett tanácsért fordulni.

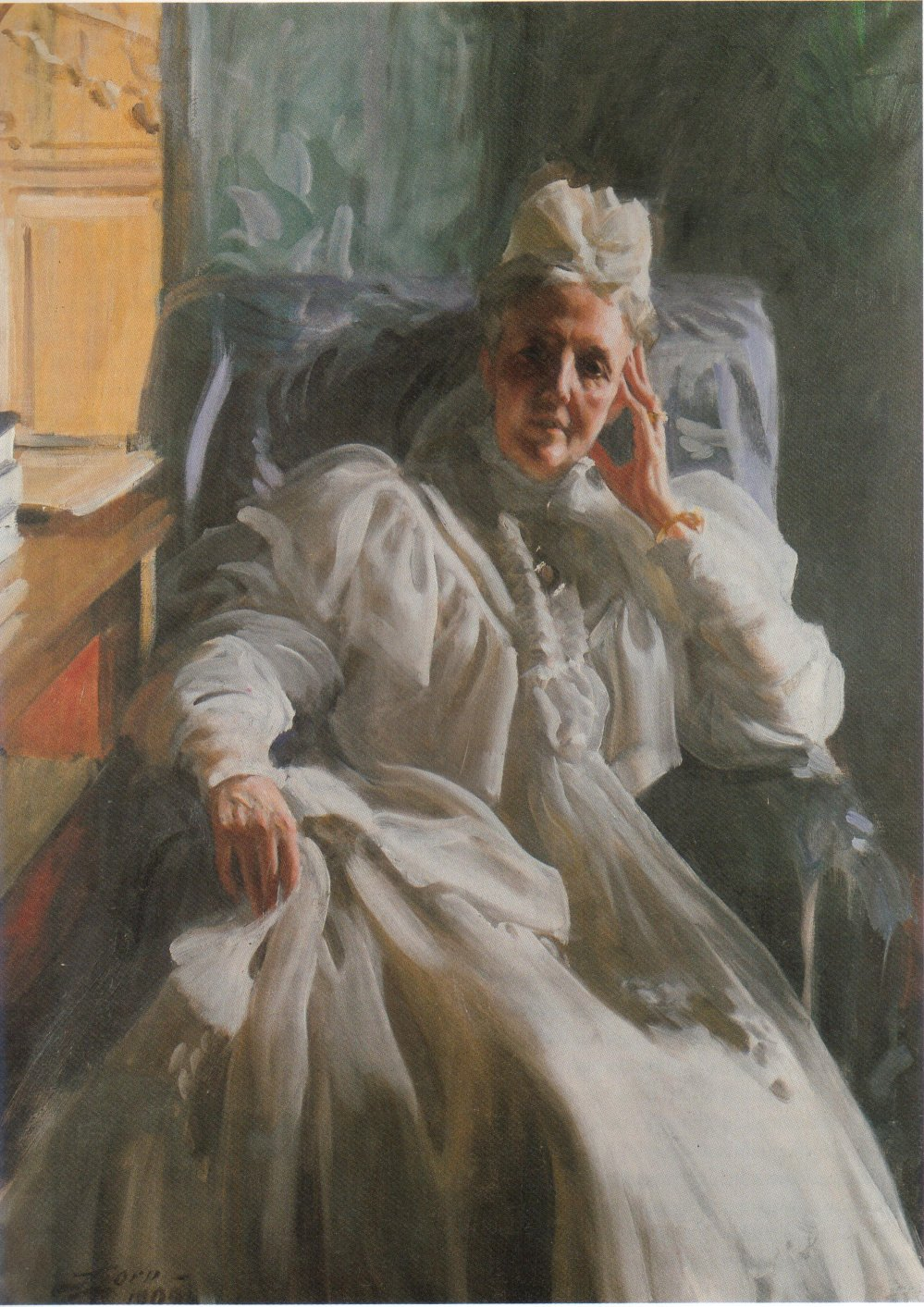
Anders Zorn portréja Zsófiáról (1909)
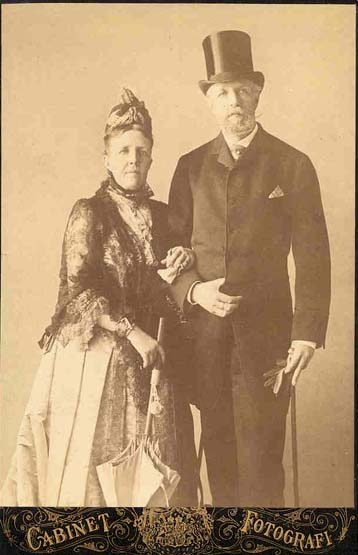
Férjével, Oszkár királlyal
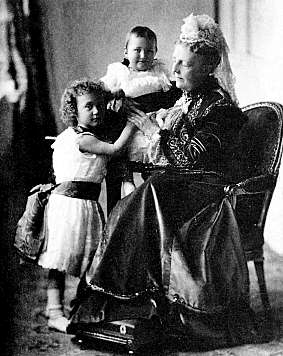
Zsófia 1902-ben, Márta és Margit nevű unokájával

Fiai és férje felett is nagy szigort gyakorolt, fiait nem magántanárokkal, hanem állami nyilvános iskolákban taníttatta. Bár liberális szellemének köszönhetően 1886-ban támogatta fiát, Jenőt abban a döntésében, hogy Párizsban tanuljon, valamint Oszkár fiát morganatikus házasságában, 1888-ban.
Családja a viktoriánus kor ideálját testesítette meg, bár néha férje hűtlenkedett – szeretője volt például egy énekesnő – bár sokkal diszkrétebben csinálta, mint bátyjai. Zsófia ez ellen diszkréten úgy tiltakozott, hogy egy vidéki kastélyába költözött. Egyes híresztelések szerint kapcsolataiból több gyermek is született, bár a király ezt sosem ismerte el. Mikor férje 1873-ban trónra lépett Zsófia Östergötland hercegnéjéből svéd és norvég királyné lett.

### A királynő
Királynéként képes volt hatást gyakorolni a politikai életre. Liberális és demokratikus nézeteket vallott – ellentétben menyével, akinek radikális gondolkodás módját nem szerette – és férje konzervatív politikájának mérséklődésében, valamint németbarát politikájában is szerepet játszott. Férje személyes tanácsadója lett és befolyását többször ki is használta. Amikor 1895-ben Norvégia saját külön külföldi konzulátusok felállítását követelte, a család a királynő beteg ágyánál gyűlt össze, hogy mit kellene tenni; a királyné megtiltotta a katonai beavatkozást. 1898-ban, miután a norvégok önálló zászlót kaptak, a svéd miniszterelnök, Boström azzal fenyegetőzött, hogy lemond. A királyné csitította el a helyzetet és meggyőzte, hogy maradjon.

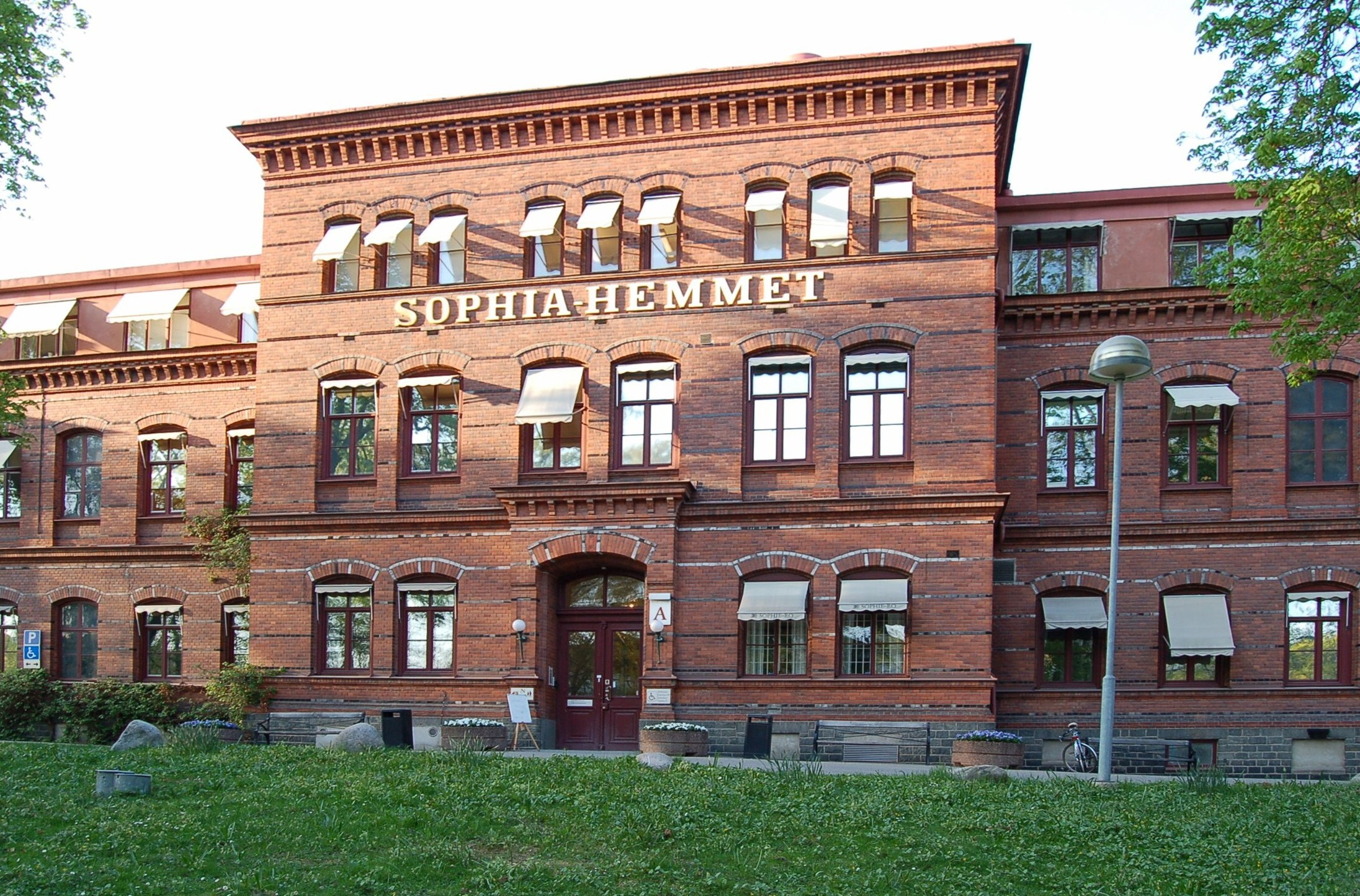
A Sophiahemmet

A királyné mélyen vallásos volt és a jótékonyság területén is kitüntette magát. Sógornőjéhez, Eugéniához hasonlóan – és társaságában – gyakran különböző felekezeteket hallgatott. 1878-ban Lord Radstock prédikátor követője lett. Egy londoni kórházlátogatás után, ahol Florence Nightingale és tevékenysége nagy hatást gyakorolt rá, 1884-ben megalapította az első Nővérképző iskolát Svédországban, majd 1887-ben kórházat alapított Sophiahemmet néven. Sokat tett az ápoló szakma jobb elismerésért, nem csupán szakmaként akarta láttatni, hanem hivatásként is, szeretett volna sok jól képzett ápolót és ezért bátorította felső osztálybeli asszonyokat, hogy válasszák ezt hivatásuknak. Ápoló iskolájában nem volt különbségtétel, a nemes asszonyoktól is megkövetelte a padlómosást.
Gyenge egészségi állapota miatt gyakran látogatott gyógyfürdőket Norvégiában, Németországban és Nagy-Britanniában. 1887-ben petefészek műtéten esett át, melynek során petefészkét eltávolították. A műtét sikeresnek volt mondható, de később a mozgás nehézséget okozott és ezért gyakran kényszerült kerekesszékbe. 1892-től 1904-ig minden nyarat a norvégiai Kongsvingerben töltötte.
Bár a politikai életben és a jótékonysági tevékenységben nagy szerepet vállalt ritkán volt látható hivatalos rendezvényeken. Férje 1907-es halála után teljesen visszavonult a közélettől. Zsófiában a hagyományos viktoriánus virtust tisztelték, megítélése is Viktória brit királynőéhez volt hasonló. Mikor 1913-ban meghalt egyik unokája így szólt. „Nagyival a régi kor is a sírba szállt.”